# Iwanówka (rejon wileński)
Iwanówka (lit. Joniškės) − wieś na Litwie, w rejonie wileńskim, 5 km na południowy zachód od Bujwidzów, zamieszkana przez 6 ludzi. Przed II wojną światową w Polsce, w powiecie wileńsko-trockim województwa wileńskiego.